# Säckpipa

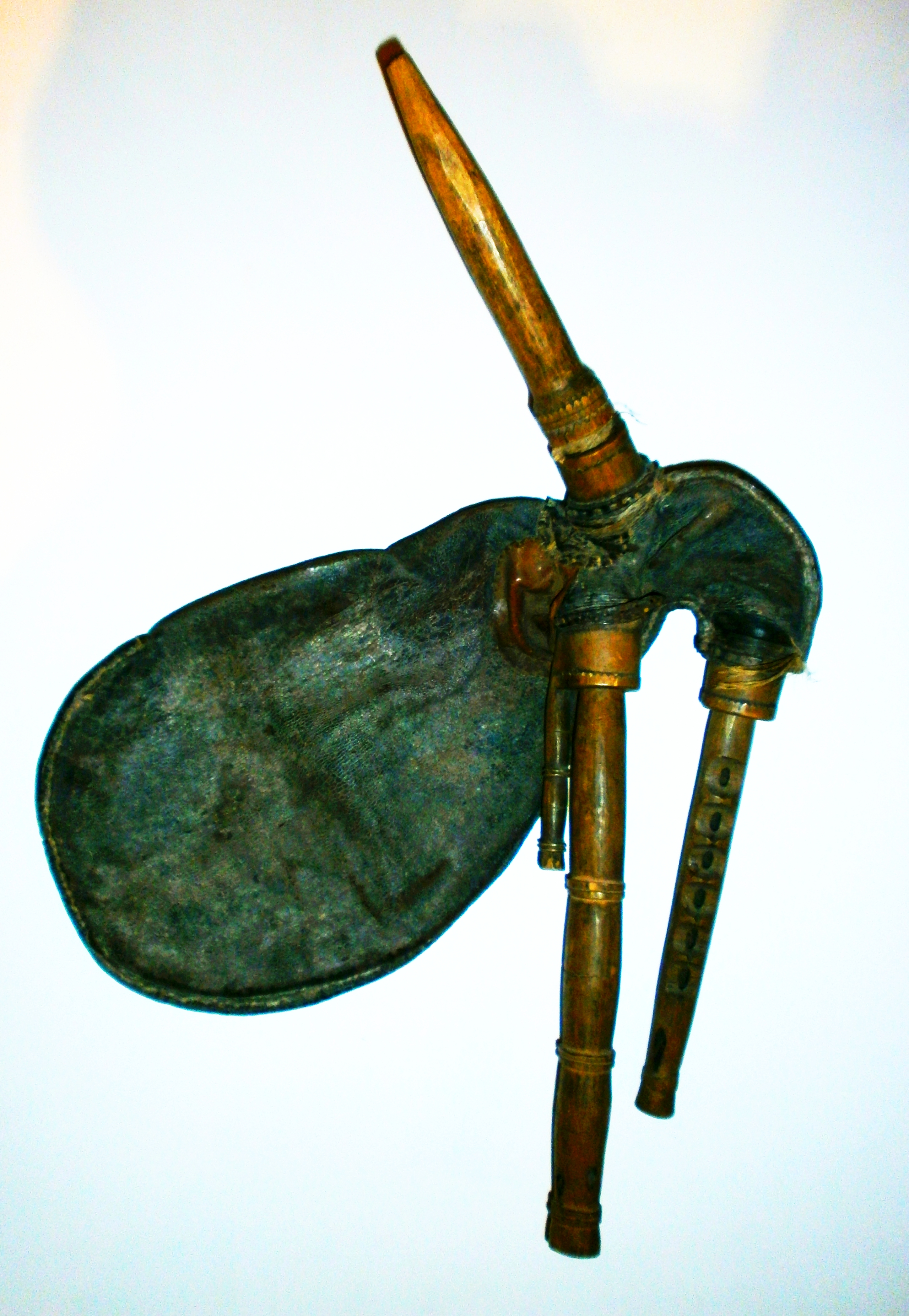
Svensk säckpipa av västerdalstyp från Bäsna, Gagnef.

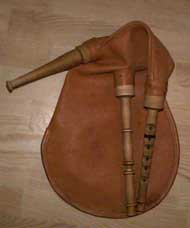
Gammaldags svensk säckpipa, byggd av Leif Eriksson.

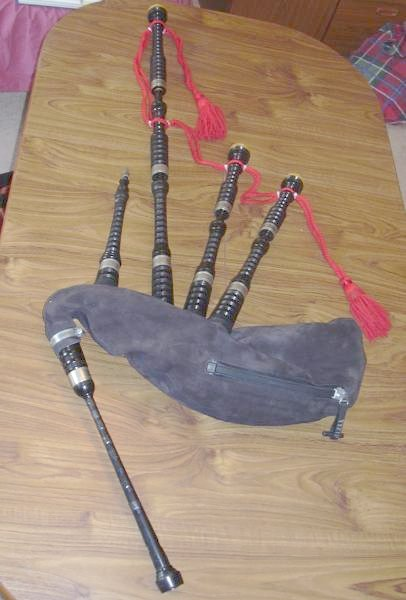
Skotsk höglandssäckpipa.

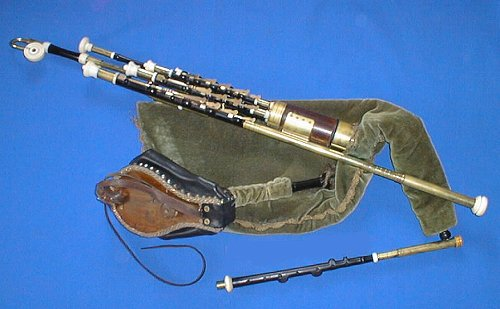
Irländska Uilleann pipes ("a full set").

Säckpipa är ett musikinstrument av skalmejatyp som spelats ända sedan omkring 4000 f.Kr. i Egypten, ursprunget är oklart men tros vara Mellanöstern. Säckpipan var spridd över hela Europa under medeltiden och åtnjöt under 1600- och 1700-talen popularitet även vid Europas hov, (ofta i romantiska sammanhang, då instrumentet också har kopplats ihop med herdar och deras yrkesutövning.) Senare har den i Sverige mest överlevt i Västerdalarna och norra Värmland, för att slutligen helt dö ut i början av 1900-talet. Med ledning av de gamla instrument som bevarats från de områdena har dock rekonstruktioner av den svenska säckpipan, pôsun eller dråmban, utförts av olika instrumentbyggare och spelmän. Idag är det främst i folkmusiksammanhang som man kan få höra säckpipa. Fortfarande förknippas säckpipan gärna med Skottland och marschmusik. Olika säckpipetyper finns dock än idag i nästan samtliga europeiska länder. Starka traditioner finns exempelvis på Irland, i Frankrike, Spanien, Bulgarien och Ungern.

## Funktion
Hjärtat i säckpipan kan sägas vara det ljudalstrande rörbladet vilket sitter nedstucket i spelpipan, även kallad chantern, den del av säckpipan som till utseendet liknar en flöjt. Rörbladet är i Sverige ett vassrör i vilket en tunga skurits upp. Tungan vibrerar och alstrar ett ljud som påverkas av längden av luftpelaren i spelpipan, som regleras av säckpipeblåsarens fingersättning. Skalmejor är troligen ett av människans äldsta instrument, och rörbladets konstruktion gör det mycket fördelaktigt att ha ett kontinuerligt lufttryck över röret. Cirkulationsandning är en teknik som möjliggör detta men är ganska svårt att lära sig. Troligen uppkom säckpipan genom att någon kopplade vassflöjten till en luftreservoar och därmed förenklade speltekniken avsevärt. Instrumentet vidareutvecklades sedan genom att en eller flera borduner (ackompanjerande pipor med endast en ton) bands in i säcken. Även den skinnlapp (eller liknande) som fungerar som backventil tillkom längre fram och hindrar den inblåsta luften från att pressas tillbaka in i musikerns mun.
Luften blåses in i säcken antingen med munnen via en mundocka försedd med backventil, så att luften inte kan läcka ut när spelaren slutar blåsa eller via en blåsbälg – det sistnämnda förekommer på många centraleuropeiska, franska och brittiska säckpipetyper; mest känd av dem är den irländska uilleann pipes. Säckpipefamiljen kan delas in i två grupper efter spelpipans konstruktion, de med cylindrisk respektive de med konisk borrning. Cylindriskt borrade säckpipor används vanligen tillsammans med enkelrörblad, det vill säga med endast en tunga som vibrerar, är oftast begränsad till ett fåtal tonarter och är vanligast i östra delen av Europa. Koniskt borrade säckpipor kombineras med ett dubbelt rörblad (med två vibrerande tungor) och ger möjligheten att spela fler toner genom s.k. gaffelgrepp och överblåsning. Koniskt borrade säckpipor är oftast mer ljudstarka och är vanligare i västra Europa.

## Säckpipetyper
- Cylindriskt borrade säckpipor
  - Cylindriskt borrade säckpipor med enkelrörblad
    - Ceské Dudy (Tjeckien)
    - Duda (Ungern)
    - Diple (Kroatien)
    - Gajda (Nordmakedonien)
    - Gajdy (Serbien)
    - Mezoued eller Zukra (Tunisien)
    - Slaski Gajdy (Polen)
    - Surdulina eller Zampogna (Italien)
    - Surle (Kroatien)
    - Svensk säckpipa (Sverige)
    - Tulum (Turkiet)
    - Volinka (Ryssland)

  - Cylindriska säckpipor med dubbelrörblad
    - Huemmelchen (Tyskland)
    - Musette de Cour (Frankrike) En liten säckpipa, som kom på modet i franska aristokratiska kretsar under 1700-talet i samband med svärmeriet för herderomantiken.
    - Northumbrian smallpipe (England)
- Koniskt borrade Säckpipor
  - Koniskt borrade säckpipor med enkelrörblad
    - Chiaramedda (Italien)
    - Kaba Gaida (Bulgarien)

  - Koniskt borrade säckpipor med dubbelrörblad
    - Cornemuse Bechonnét (Frankrike)
    - Biniou kozh (Bretagne)
    - Chevrette även Cabrette och Chabrette (Frankrike)
    - Cornemuse du Borbonnais (Frankrike)
    - Dalslandspipa (nyutvecklad)
    - Dudelsack (Tyskland, Österrike)
    - Gaita (Spanien)
    - Great Highland Bagpipe (Skottland)
    - Schaperpfeiff (Tyskland)
    - Scottish Lowland Pipe (Skottland)
    - Uilleann pipe (Irland)